# 8 gennaio
L'8 gennaio è l'8º giorno del calendario gregoriano. Mancano 357 giorni alla fine dell'anno (358 negli anni bisestili).

## Eventi
- 871 – Battaglia di Ashdown – Etelredo del Wessex sconfigge l'esercito danese invasore
- 1198 – Innocenzo III diventa papa
- 1324 – A Venezia muore l'esploratore e commerciante Marco Polo
- 1454 - Bolla di papa Nicolò V al re Alfonso V del Portogallo per l'Africa
- 1642 – Ad Arcetri vicino a Firenze, muore l'astronomo e fisico Galileo Galilei
- 1734 – Prima dell'Ariodante di Georg Friedrich Händel alla Royal Opera House, Covent Garden, Londra
- 1746 – Carlo Edoardo Stuart (Bonnie Prince Charlie) occupa Stirling
- 1790 – Primo discorso di George Washington sullo stato dell'Unione
- 1806 – La Colonia del Capo diventa una colonia britannica
- 1815 – Guerra del 1812: nella battaglia di New Orleans Andrew Jackson guida le forze statunitensi alla vittoria sui britannici
- 1838 – Alfred Vail dimostra il funzionamento del telegrafo usando puntini e lineette (è il predecessore del Codice Morse)
- 1856 – John Veatch scopre il Borace (o Borax)
- 1867 – Gli uomini di colore ottengono il diritto di voto nel Distretto di Columbia
- 1877 – Cavallo Pazzo e i suoi guerrieri combattono la loro ultima battaglia contro la Cavalleria degli Stati Uniti
- 1889 – Herman Hollerith riceve un brevetto per la sua macchina tabulatrice elettrica
- 1900 – Il presidente statunitense William McKinley pone l'Alaska sotto controllo militare
- 1916 – Prima guerra mondiale: le forze degli Alleati si ritirano da Gallipoli
- 1918 – Il presidente statunitense Woodrow Wilson annuncia i suoi Quattordici punti per l'epilogo della prima guerra mondiale
- 1922 – Frana catastrofica a San Fratello in provincia di Messina in Sicilia
- 1926 – Abd al-Aziz diventa re di Hejaz
- 1930 – Roma: il principe Umberto di Savoia sposa Maria José del Belgio
- 1935 – Arthur Cobb Hardy brevetta lo spettrofotometro
- 1944 – Si apre a Verona il processo contro sei dei diciannove membri del Gran consiglio del fascismo che nella seduta del 25 luglio del 1943 avevano sfiduciato Benito Mussolini. Si trattava di Tullio Cianetti, Galeazzo Ciano, Emilio De Bono, Luciano Gottardi, Giovanni Marinelli e Carlo Pareschi
- 1947 - David Robert Jones, in arte David Bowie, nasce a Brixton, sobborgo a sud di Londra
- 1953 – René Mayer diventa primo ministro di Francia
- 1958 – Il quattordicenne Bobby Fischer vince i campionati statunitensi di scacchi
- 1959
  - Fidel Castro entra a L'Avana dopo l'abbandono del paese da parte del generale Batista
  - Michel Debré diventa primo ministro di Francia
- 1962
  - La Gioconda di Leonardo da Vinci viene esibita negli Stati Uniti per la prima volta (National Gallery of Art di Washington)
  - Nella località olandese di De Putkop, tra Harmelen e Kamerik, si verifica un gravissimo incidente ferroviario, in cui perdono la vita 93 persone
- 1964 – Il presidente statunitense Lyndon B. Johnson dichiara una guerra alla povertà negli USA
- 1973 – Scandalo Watergate: inizia il processo di sette uomini accusati di aver piazzato cimici negli uffici del Partito Democratico
- 1980 – Gli agenti di Polizia Antonio Cestari, Rocco Santoro e Michele Tatulli vengono uccisi in un agguato dalle Brigate Rosse (colonna "Walter Alasia")
- 1989 – Disastro aereo di Kegworth: il volo 92 della British Midland, un Boeing 737-400 di ultima generazione, si schianta sull'autostrada M1. Muoiono 47 passeggeri
- 1991 – Viene fondato il partito della Lega Nord
- 1992 – Il presidente statunitense George H. W. Bush ha un malore mentre è in visita in Giappone e vomita sul primo ministro giapponese
- 1993 – Beppe Alfano viene ucciso per mano della mafia
- 1998 – Ramzi Yusuf viene condannato all'ergastolo per la pianificazione dell'Attentato al World Trade Center del 1993 e del Progetto Bojinka
- 1999 – Per un solo voto il presidente statunitense Bill Clinton evita l'incriminazione nello scandalo per la relazione con la stagista Monica Lewinsky
- 2009 – Viene scoperto un nuovo fiore sulle Dolomiti. È una nuova specie della Genziana blu
- 2010 – Il Portogallo approva un disegno di legge per il matrimonio tra persone dello stesso sesso
- 2011 – Arizona, in un comizio a Tucson, da parte della deputata Gabrielle Giffords, muoiono 6 persone e ne vengono ferite 13 per una sparatoria che vedeva come obiettivo la stessa deputata ferita gravemente alla testa. L'attentato non comprenderebbe un piano più grande contro il partito e quindi neanche di origine terroristica
- 2023 - Assalto al Congresso Nazionale del Brasile: Migliaia di manifestanti assediano la Piazza dei Tre Poteri, sede dei principali edifici governativi brasiliani, nel tentativo di rovesciare il presidente democraticamente eletto Lula.

## Nati
Ci sono circa 1 220 voci su persone nate l'8 gennaio; vedi la pagina Nati l'8 gennaio per un elenco descrittivo o la categoria Nati l'8 gennaio per un indice alfabetico.

## Morti
Ci sono circa 550 voci su persone morte l'8 gennaio; vedi la pagina Morti l'8 gennaio per un elenco descrittivo o la categoria Morti l'8 gennaio per un indice alfabetico.

## Feste e ricorrenze

### Religiose
Cristianesimo:
- Sant'Alberto di Cashel, vescovo
- Sant'Apollinare Claudio, vescovo
- San Baldovino, arcidiacono e martire
- Sant'Erardo di Ratisbona, vescovo
- Sant'Eugeniano di Autun, vescovo e martire
- San Garubaldo, vescovo
- San Giorgio il Chozibita, eremita
- San Gregorio di Pečers'k, monaco (Chiesa ortodossa)
- Santa Gudula di Bruxelles, vergine
- Santi Luciano, Massimiano e Giuliano di Beauvais, martiri
- San Lorenzo Giustiniani, vescovo
- San Massimo di Pavia, vescovo
- San Nathalan, vescovo
- San Paziente di Metz, vescovo
- San Severino, abate
- Santi Teofilo ed Elladio,  martiri
- Beato Edoardo Waterson, sacerdote e martire
- Beata Eurosia Fabris Barban, terziaria francescana
- Beata Giacobella Maria della Croce, vergine mercedaria
- Beato Leandro, mercedario

Religione romana antica e moderna:
- Giustizia Augusta